# 1808 ve fotografii
Tento článek obsahuje významné fotografické události v roce 1808.

## Narození v roce 1808
- 20. února – Josiah Johnson Hawes, americký fotograf ( † 7. srpna 1901)
- ? – Mads Alstrup, první dánský portrétní fotograf († 1876)